# Ignácio Rangel
Ignácio de Mourão Rangel (Mirador, 20 de fevereiro de 1914  — Rio de Janeiro, 4 de março de 1994) foi um advogado, economista e escritor brasileiro. Ocupou a cadeira nº 26 da Academia Maranhense de Letras (AML).

## Biografia

### Primeiros anos e formação
Ignácio Rangel nasceu na cidade de Mirador, cidade no interior do Maranhão em 1914. Realizou o curso de Direito na Faculdade de Direito do Maranhão instituição que foi o embrião do curso na atual Universidade Federal do Maranhão (UFMA). A formação foi muito ligada ao contexto em que nasceu: seu pai era um magistrado e seu avô e bisavô também frequentaram as cadeiras do curso de Direito da instituição.

### Carreira
Apesar da formação em Direito, seguiu novos rumos em sua carreira. Mudou-se para o Rio de Janeiro, onde passou a trabalhar como tradutor para a agência Reuters de notícia para quitar as contas e garantir a possibilidade de estudos de economia em casa - já que fora um autodidata nos estudos econômicos. Seus textos de análise econômica rapidamente ganharam relevância e foi convidado para fazer parte do grupo de assessoramento econômico de Getúlio Vargas, foi um dos redatores dos projetos de criação da Petrobras e Eletrobras, duas das mais importantes estatais brasileiras, que teriam seu destino atrelado à história do desenvolvimento do país. No ano de 1953, além de trabalhar intensamente na assessoria de Vargas, Rangel escreve seu primeiro livro, A Dualidade Básica da Economia Brasileira, publicado em 1957.
Na década de 1950, foi um dos quadros que integrou o Instituto Superior de Estudos Brasileiros (ISEB), órgão vinculado ao Ministério da Educação (MEC) que produzia estudos aprofundados sobre os caminhos do desenvolvimento brasileiro. Ao lado de quadros intelectuais como os sociólogos Hélio Jaguaribe e Cândido Mendes, o historiador Sérgio Buarque de Holanda e a economista Maria da Conceição Tavares, firmou-se como um dos principais analistas da estrutura formativa do Brasil.
Foi convidado para realizar uma pesquisa a cargo da Comissão Econômica para a América Latina e o Caribe (CEPAL), órgão das Organização das Nações Unidas (ONU) instalado em Santiago, capital do Chile. No retorno do Chile, Rangel ingressa no BNDE (Banco de Desenvolvimento Econômico e Social, que na época ainda não possuía o "S" no nome) onde chega a chefe de Departamento Econômico.
Nesse contexto, chegou a ser convidado pelo então presidente João Goulart para ser ministro da Fazenda, cargo que recusa. Logo em seguida, vem o Golpe de 64, comandado pelo Exército Brasileiro (EB) que o coloca nome de Rangel no ostracismo.
Dado seu trabalho e contribuições, ocupou a cadeira de número 26 da Academia Maranhense de Letras (AML).

## Morte
Ignácio morreu na madrugada de 4 de março de 1994, aos 80 anos no Hospital Pró-Cardíaco do Rio, no Rio de Janeiro vitimado por problemas cardíacos. Foi enterrado no dia seguinte no Cemitério de São João Batista, localizado no bairro de Botafogo.

## Legado
Foi provavelmente o mais original analista do desenvolvimento econômico brasileiro, segundo o economista Bresser Pereira (professor da Universidade de São Paulo) e Jose Marcio Rego (professor da Fundação Getulio Vargas).
No ano de 2014, recebeu o póstumo título de Doutor Honoris Causa da Universidade Federal de Maranhão. O título foi concedido pelo então reitor da universidade Natalino Salgado usando a frase "saiu da vida para entrar para história".

## Obras
- 1953 – A Dualidade Básica da Economia Brasileira ISEB — Instituto Superior de Estudos Brasileiros.
- 1954 – Introdução ao Desenvolvimento Econômico Brasileiro.
- 1957 – Desenvolvimento e Projeto.
- 1958 – Elementos de Economia do Projetamento.
- 1961 – A Questão Agrária Brasileira. Rio de Janeiro: Presidência da República, Conselho de Desenvolvimento.
- 1963 – A Inflação Brasileira.
- 1980 – Recursos Ociosos e Política Econômica.
- 1982 – Ciclo, Tecnologia e Crescimento.
- 1985 – Economia, Milagre e Anti-Milagre.
- 1987 – Economia Brasileira Contemporânea.
- 1993 – Do Ponto de Vista Naciona